# Дёгра
Дёгра — река в России, протекает по Муезерскому району Карелии. Протекает через озеро Дёгра. Впадает в северо-восточную оконечность озера Большого Ровкульского (бассейн Лендерки). Длина реки составляет 24 км, площадь водосборного бассейна 108 км².

## Данные водного реестра
По данным государственного водного реестра России относится к Балтийскому бассейновому округу, водохозяйственный участок реки — Реки Карелии бассейна Балтийского моря на границе РФ с Финляндией, включая оз. Лексозеро. Относится к речному бассейну реки Реки Карелии бассейна Балтийского моря.
Код объекта в государственном водном реестре — 01050000112102000010082.